# Драго, Тони
То́ни Дра́го (англ. Tony Drago; род. 22 сентября 1965 года) — мальтийский профессиональный игрок в снукер и пул. Финалист турнира Rothmans Gran-Prix 1994 и 1996 гг. и четвертьфиналист чемпионата мира 1988, на данный момент он считается самым успешным спортсменом Мальты.

## Карьера

### Юниорская карьера
Вик Харрис, профессиональный игрок и человек, открывший талант Стива Дэвиса, оказался первым, кто заметил талант юного Драго, когда тот победил на национальном любительском чемпионате. Следом за этим успехом на другом любительском турнире — чемпионате мира — мальтиец сделал рекордный брейк в 132 очка. Хотя на том соревновании он дошёл только до четвертьфинала, в совокупности эти два выступления дали право попасть ему в мэйн-тур на следующий год. Драго не был первым профессиональным снукеристом с Мальты — в 1983 Пол Мифсуд также играл в мэйн-туре, но не добился серьёзных результатов и уже через год вернулся на любительский уровень.

### Начало и пик карьеры
В своем первом сезоне в ранге профессионала Тони Драго сумел дойти до 1/8 финала на Гран-при и до 1/16 на чемпионате Великобритании. Несмотря на сравнительно неудачные выступления на остальных турнирах, он занял 37 позицию в мировом рейтинге. Следующий сезон был почти таким же, но четвертьфинал на чемпионате Британии позволил Драго войти в Топ-32. А самым лучшим достижением мальтийца в сезоне 1987/88 стал четвертьфинал чемпионат мира. Тогда он победил экс-чемпионов турнира: Алекса Хиггинса и Денниса Тейлора, прежде чем уступил будущему победителю — Стиву Дэвису. Благодаря этому и выходу в 1/8 финала на Гран-при, Тони поднялся до 20 места. Стоит отметить ещё одно достижение Драго — в том году он установил рекорд, выиграв у Дэнни Фаулера партию за три минуты — наглядный показатель скорости его игры.
Однако за этим последовал провальный сезон 1988/89, в котором он лишь несколько раз доходил до 1/16 финала рейтинговых соревнований. Как результат — его рейтинг упал до 30-го.
Пожалуй, пятый по счёту сезон (1989/90) стал своего рода «стабилизирующим» для Тони, причём на достаточно большой срок — 9 лет. В течение этого периода он был постоянным участником основных стадий всех турниров. Тогда же к Драго пришли самые запоминающиеся и значимые победы не только в его карьере, но и в истории всего современного снукера. Одним из таких матчей стал поединок чемпионата Великобритании 1996 года против Джона Хиггинса — тогда «Торнадо» сделал самый быстрый сотенный брейк за всю историю снукера (3 минуты 31 секунда). А в 1992 году мальтиец совершил самый быстрый разгром в матче до 5 побед (34 минуты) — событие произошло на мини-рейтинговом турнире Strachan Challenge. Соперником Драго по тому матчу был Шон Лонеган. Ещё один памятный поединок состоялся в 1996 году на чемпионате мира, когда Тони и «Ракета» — Ронни О'Салливан сыграли матч до 13 побед за 167 минут и 33 секунды. Соперники разыграли 17 фреймов (13:4 в пользу О’Салливана) быстрее, чем за 10 минут каждый.
А вот выигрывать соревнования у Тони не получалось. Единственной победой на рейтинговом турнире стал выигрыш Strachan Challenge 1993 года. Хотя Драго вполне мог выиграть намного больше титулов, его характер и то, как он воспринимал неудачи, не позволили ему стать ведущим снукеристом того времени. Тем не менее, ему удалось побывать в нескольких финалах крупных турниров. Самым лучшим для Драго получился финал в его «домашнем» соревновании, Гран-при Мальты, когда он и его соперник, Джон Пэррот, разыграли контровую партию. Но и там сильнее оказался Пэррот. Среди других матчей можно выделить финалы того же Гран-при Мальты, только 1996 года; World Masters 1991-го (тогда за финал Драго заработал 70 000 фунтов стерлингов) и International Open 1997 года, когда он проиграл Стивену Хендри, 1:9. Наивысшего рейтинга Тони Драго добился в 1998 году, когда занимал 10-е место.

### Последующая карьера (1999 — настоящее время)
Но в конце 90-х и без того не слишком стабильная игра Тони стала постепенно ухудшаться. Хотя он сделал 147 в 2002 году, его удары перестали быть одновременно точными и быстрыми, что и привело к понижению в рейтинге, и в 2004 мальтиец выпал из Топ-16. А после полуфинала на мальтийском турнире — European Open 2004 — игра Тони резко понизилась в качестве, и через несколько лет последовал вылет из Топ-32. По итогам сезона 2007/08 известный снукерист покинул мэйн-тур и следующий сезон играл в серии турниров PIOS.
По итогам сезона 2008/09 Тони Драго вернулся в мэйн-тур благодаря победе над Роем Столком в финале EBSA European Play Offs, но ему не удалось пройти квалификацию на первые турниры сезона. 
В квалификации к чемпионату Великобритании Драго сделал 2 сенчури-брейка, что позволило ему войти в список снукеристов, набравших 100 и более сенчури-брейков. На это ему понадобилось 25 сезонов, что на 6 превысило предыдущий «антирекорд» Вилли Торна.
Драго, начав с первого раунда квалификации к открытому чемпионату Уэльса 2010, вышел в основной турнир. Все свои матчи он заканчивал гораздо раньше других, оправдывая своё прозвище — «Торнадо». Несмотря на то, что в 1/16 финала мальтиец проиграл местному игроку Райану Дэю, этот успех позволил Драго укрепить свои позиции в мэйн-туре. Также Тони сумел пройти квалификацию и на следующий турнир, а по итогам сезона 2009/10 он занял 54 место в рейтинге.
В настоящее время Драго продолжает успешно играть и в другие виды бильярда, например, в пул. В этой игре он состоит в профессионалах с 2000 года, и с тех пор добился значительных успехов: одним из них является победа на Mosconi Cup 2007 года.

## Рекорды
Драго принадлежат некоторые рекорды в снукере — такие, как быстрейший сенчури-брейк (3 мин 31 сек, видео), брейк свыше 147 очков (точнее — 149) и самая быстрая победа как в партии, так и в матче до 5 и 9 побед (34 минуты, Strachan Challenge-1993 и чемпионат Великобритании 1990 года против Джо О'Бои). Брейком, занесённым в книгу рекордов Гиннесса, является серия Драго в 149 очков, которую он выполнил в Западном Норвуде, Великобритания, в 1998 году. В том матче Драго в позиции снукера выбрал коричневый шар в качестве свободного и заработал дополнительное очко. Затем он снова забил коричневый, получив ещё 4 очка, 13 красных с 13-ю чёрными, красный с розовым, красный с синим и далее все цветные шары. Брейк мальтийца, тем не менее, был зафиксирован на неофициальном турнире и не входит в число брейков, сделанных профессионалами.

## Достижения в карьере
| - Чемпионат мира четвертьфинал — 1988 - British Open финалист — 1991 - World Masters финалист — 1991 - Scottish Masters финалист — 1992 - Strachan Challenge чемпион — 1993 - Guangzhou Masters (пригласительный) чемпион — 1996 - International Open финалист — 1997 | - Чемпионат мира («десятка») победитель — 2008 - Чемпионат мира («девятка») полуфинал — 2003 - Mosconi Cup чемпион — 2007, 2008 - Чемпионат Европы («восьмёрка») финалист — 2007 - World Pool Masters чемпион — 2003 - Открытый чемпионат Франции победитель — Евротур-2008 |

## Места в мировой табели о рангах
| Сезон                 | Место |
| --------------------- | ----- |
| 1985/86               | Дебют |
| 1986/87               | 37    |
| 1987/88               | 32    |
| 1988/89               | 20    |
| 1989/90               | 30    |
| 1990/91               | 30    |
| 1991/92               | 22    |
| 1992/93               | 24    |
| 1993/94               | 20    |
| 1994/95               | 16    |
| 1995/96               | 14    |
| 1996/97               | 15    |
| 1997/98               | 11    |
| 1998/99               | 10    |
| 1999/00               | 20    |
| 2000/01               | 26    |
| 2001/02               | 29    |
| 2002/03               | 28    |
| 2003/04               | 24    |
| 2004/05               | 22    |
| 2005/06               | 36    |
| 2006/07               | 51    |
| 2007/08               | 68    |
| 2008/09               | —     |
| 2009/10               | —     |
| 2010/11               | 54    |
| 2010/11. 1-й пересчёт | 51    |
| 2010/11. 2-й пересчёт | 46    |
| 2010/11. 3-й пересчёт | 42    |
| 2011/12               | 46    |
| 2011/12. 1-й пересчёт | 51    |
| 2011/12. 2-й пересчёт | 54    |
| 2011/12. 3-й пересчёт | 57    |